# Альстрём, Антти
Антти Альстрём (фин. Antti Ahlström, 1827—1896) — финский предприниматель, промышленник. Родившись в семье крестьянина и практически не имея образования, к концу жизни он стал одним из богатейших жителей Финляндии, владея множеством лесопильных и железоделательных заводов, а также лесными угодьями площадью около 600 км².

## Биография
Антти родился в семье крестьянина Эркки Альстрёма в уезде Мерикарвиа (провинция Сатакунта в губернии Западная Финляндия) на побережье Ботнического залива. Всего у Эркки и его жены Анны Норргорд было девять детей, из которых Антти был шестым. Как и в большинстве других семей Мерикарвиа, в семье Эркки разговаривали как на шведском, так и на финском языках.
Антти некоторое время учился в начальной школе в Пори (главном городе провинции Сатакунта), но, оставшись в 1847 году на второй год (уже в возрасте 20 лет), он забрал документы и вернулся домой. Через некоторое время он познакомился с богатой вдовой, жившей неподалёку, и в конце 1850 года они обвенчались. Антти возглавил большое хозяйство, в котором, помимо растениеводства и животноводства, имелось и промышленное производство — водяная мельница и хлопкопрядильня; кроме того, вдове принадлежала доля в лесопильном производстве.
Помимо управления хозяйством, Антти имел и другие источники дохода, в первую очередь от перепродажи древесины, а также помогая отцу с его не вполне законной лесопилкой. В конце 1850-х годов он стал вкладывать деньги в строительство судов, в том числе принимал участие в строительстве самого большого корабля в уезде тоннажём в 250 тонн; кроме того, он купил лесную усадьбу общей площадью 25 км². В конце 1860-х годов он продолжил вкладывать деньги в строительство судов, построив два корабля тоннажём 1200 тонн, пригодных к плаванию во всему миру.
В начале 1870-х годов Альстрём становится промышленником, купив на аукционе по распродаже имущества обанкротившегося вице-судьи Лёнегрена один из его металлургических заводов (завод в Ноормаркку), затем ещё один металлургический завод (в Кауттуа). Об том, что это было очень удачное вложение денежных средств говорит хотя бы тот факт, что цена покупки второго завода составляла 380 тысяч марок, а уже через год имущество завода было оценено в 600 тысяч марок. В 1877 году Альстрём купил ещё один металлургический завод, ранее принадлежавший Лёнегрену, в Лейнепери.
Одним из направлений деятельности Альстрёма, принёсшим ему столь заметный коммерческий успех, стало производство лесоматериалов с использованием новых паровых лесопильных технологий, разрешённых властями в 1858 году. Им были построены или куплены паровые лесопильные заводы Исосанна в Пори, Кауниссаари в устье реки Эурайоки и Хаминахолма в Северном Ахлайнене. Доля в его промышленном обороте металлургической продукции заводов стала снижаться, а доля лесопильной продукции расти.
В 1880-е годы он активно выходит за пределы своей родной Сатакунты и покупает или создаёт производства в других частях Финляндии — в Стрёмфорсе, в Южной Карелии, и, особенно, в губернии Хяме. Развитие промышленности в Хяме становится для Альстрёма особенно успешным благодаря наличию железных дорог, связывающих центральный город губернии, Тампере, с Хельсинки и Турку.Вскоре он становится в Хяме крупнейшим лесопильным промышленником.
Альстрём продолжал расширять производство, на берегу реки Вуоксы на Карельском перешейке началось строительство нового большого лесопильного завода, но при его жизни завод остался недостроенным. 10 мая 1896 года в Хельсинки Альстрём скончался от пневмонии.
Примерная оценка стоимости имущества Альстрёма составляла около 11 миллионов марок золотом; с этой суммой можно было сравнить только оценку стоимости имущества Отто А. Мальма (1838—1898), судовладельца из Пиетарсаари.
Одним из факторов коммерческого успеха Альстрёма стало доскональное знакомство с вопросами лесопереработки на всех этапах технологической цепочки вплоть до момента продажи, что в те времена среди руководителей подобных производств встречалось крайне редко. Ещё одной причиной успеха стала ориентация на заготовку леса на таких территориях, на которых конкуренции или не было, или она была очень слаба.

## Семья
Первой женой Антти Альстрёма была вдова Анна Маргарета (Грета) Лильеблад (урождённая Лонгфорс) (1812—1870). У неё было пятеро детей от предыдущего брака и она была старше Антти на 15 лет. Они обвенчались в декабре 1850 года. В браке с Антти она родила ещё троих:
- Антон (1851—1853);
- Эмилия (1852—1863);
- Вильгельм (1855—1888).

В 1871 году, вскоре после смерти Анны Греты, Антти Альстрём женился во второй раз — на Эве Хелене Холмстрём (1848—1920), дочери ратмана города Кристинестад, которая была его моложе на 21 год. У них родилось семеро детей:
- Тюра (1872—1948);
- Вальтер (1875—1931);
- Рафаэль (1877—1918);
- Вертель (1878—1928);
- Биргер (1880—1935);
- Ингрид (1882—1933);
- Хьёрдис (1884—1929).

## Память и наследие
Известный финский писатель Юхани Ахо дал художественное описание жизни Антти Альстрёма в двухтомном романе Antti Ahlströmin elämäntyö, опубликованном в Хельсинки в 1910 году.
Современная финская компания «Альстром» (фин. Ahlstrom), занимающаяся разработкой, производством и продажей различных волоконных материалов, является наследницей тех заводов, которые основал Антти Альстрём (официальный год основания компании — 1851).